# Caladenia abbreviata
Caladenia abbreviata es una planta de la familia de las orquídeas Orchidaceae.

## Descripción
La Caladenia abbreviata  es excepcional entre los géneros de orquídeas, ya que contiene tanto especies polinizadas por engaño sexual como especies polinizadas por insectos que buscan alimento. Caladenia abbreviata  es polinizada por una especie no descrita de avispa Rhytidothynnus thynnine a través del engaño sexual. Las disecciones florales mostraron que las glándulas terminales en los sépalos y pétalos son la fuente principal del atrayente sexual.
En 2001, fue descripta por primera vez por Stephen Hopper y Andrew Brown.
El epíteto (abbreviata) es una palabra latina que significa "acortado".
Es endémica del suroeste de Australia Occidental. 
Tiene una sola hoja erecta y peluda y hasta tres flores pálidas de color amarillo cremoso en un tallo floral que pueden llegar a tener hasta 35 cm  de alto.